# Delitzschala bitterfeldensis
Delitzschala es un género extinto de insectos paleópteros del orden Palaeodictyoptera, el más antiguo conocido por la ciencia. Fue descubierto por dos entomólogos alemanes en 1996. Delitzschala tenía una envergadura de sólo 2,5 cm y un patrón irregular de manchas de colores en sus alas. Aunque tienen 320 millones de años de antigüedad, estas manchas aún son visibles en el fósil. Se cree que actuaban de camuflaje para el animal, ya que, como las libélulas, eran incapaces de plegar sus alas.
- Datos: Q5254038